# La guerra di Charlie Wilson
La guerra di Charlie Wilson (Charlie Wilson's War) è un film del 2007 diretto da Mike Nichols al suo ultimo film, con Tom Hanks, Julia Roberts e Philip Seymour Hoffman. È basato sul romanzo biografico di George Crile III.

## Trama
1980. Il deputato Charlie Wilson, imprenditore del Texas, è più interessato a far festa che a legiferare, organizzando spesso grandi serate di gala e riempiendo il suo ufficio al Congresso di giovani donne attraenti. La sua vita sociale porta alla fine ad un'indagine federale sulle accuse del suo uso di cocaina, condotta dal procuratore federale Rudy Giuliani come parte di una più ampia indagine sulla cattiva condotta del Congresso; l'indagine non porta però a nessuna accusa contro Wilson. La ricchissima socialite Joanne Herring incoraggia Charlie a fare di più per aiutare il popolo afgano e lo convince a visitare il Paese, viaggio durante il quale i pakistani si lamentano dell'inadeguato sostegno degli Stati Uniti per contrastare l'Unione Sovietica durante l'invasione dell'Afghanistan, ed insistono affinché Wilson visiti un importante campo di rifugiati afghani in Pakistan. Il deputato è profondamente commosso dalla loro miseria e determinazione a combattere, ma è frustrato dall'insistenza del personale regionale della CIA per un approccio di basso profilo contro l'occupazione sovietica dell'Afghanistan. Wilson torna a casa per guidare uno sforzo per aumentare sostanzialmente i finanziamenti ai mujaheddin.
Come parte di questo sforzo, Charlie fa amicizia con l'anticonformista agente della CIA Gust Avrakotos e con il suo sottodimensionato gruppo che segue le attività in Afghanistan, allo scopo di trovare una strategia migliore, in particolare includendo un mezzo per contrastare il formidabile elicottero Mil Mi-24 Hind dei sovietici. Questo gruppo era composto in parte da membri della Divisione Attività Speciali della CIA, tra cui un giovane ufficiale paramilitare di nome Michael Vickers. L'abile negoziazione politica di Charlie per ottenere i finanziamenti necessari e l'attenta pianificazione di Avrakotos che utilizza tali risorse, come la fornitura ai guerriglieri di lanciamissili FIM-92 Stinger, trasforma l'occupazione sovietica in un pantano mortale dove i loro veicoli da combattimento pesanti vengono distrutti ad un ritmo paralizzante. Charlie si assicura il sostegno di Israele ed Egitto per la fornitura delle armi e dei materiali di consumo, mentre il Pakistan si occupa della distribuzione delle armi. Il budget anti-comunismo della CIA cresce così da 5 milioni di dollari ad oltre 500 milioni di dollari (con la stessa somma fornita a sua volta dall'Arabia Saudita).
Questo sforzo di Charlie alla fine diventa una componente importante della politica estera degli Stati Uniti, conosciuta come la dottrina Reagan, in base alla quale gli Stati Uniti hanno ampliato l'assistenza oltre i mujaheddin ed hanno iniziato a sostenere anche altri movimenti di resistenza anticomunisti in tutto il mondo. Charlie afferma che l'alto funzionario del Pentagono Michael Pillsbury convinse il presidente Ronald Reagan a fornire gli Stinger agli afghani. Una volta assistito al ritiro sovietico, Gust consiglia con veemenza a Charlie di cercare sostegno per la rinascita dell'Afghanistan dopo l'occupazione sovietica, facendo riferimento alla storia del "maestro zen" del cavallo perduto; sottolinea anche che la ricostruzione delle scuole nel Paese sarà essenziale per educare i bambini prima che siano influenzati dai "pazzi". Charlie tenta di fare appello a questo con il governo, ma non trova entusiasmo nemmeno per le modeste misure che propone. Alla fine riceve un importante encomio per il suo sostegno ai servizi clandestini degli Stati Uniti, ma il suo orgoglio è temperato dalle sue paure del ritorno di fiamma che i suoi sforzi segreti potrebbero produrre in futuro e le implicazioni del disimpegno degli Stati Uniti dall'Afghanistan.

## Produzione

### Riprese
Molti degli elicotteri e degli aerei abbattuti con i missili Stinger non sono sovietici, bensì vecchi modelli statunitensi.

## Distribuzione
La pellicola è stata distribuita negli Stati Uniti il 21 dicembre 2007 e in Italia l'8 febbraio 2008.

## Riconoscimenti
- 2008 - Premio Oscar
  - Candidatura come Miglior attore non protagonista a Philip Seymour Hoffman
- 2008 - Golden Globe
  - Candidatura come miglior film commedia o musicale
  - Candidatura come miglior attore in un film commedia o musicale a Tom Hanks
  - Candidatura come miglior attore non protagonista a Philip Seymour Hoffman
  - Candidatura come migliore attrice non protagonista a Julia Roberts
  - Candidatura come migliore sceneggiatura a Aaron Sorkin
- 2008 - Premio BAFTA
  - Candidatura come Miglior attore non protagonista a Philip Seymour Hoffman
- 2007 - Chicago Film Critics Association Award
  - Candidatura come miglior attore non protagonista a Philip Seymour Hoffman
- 2007 - Critics' Choice Movie Award
  - Candidatura come miglior attore non protagonista a Philip Seymour Hoffman
  - Candidatura come migliore sceneggiatura a Aaron Sorkin
- 2007 - Central Ohio Film Critics Association Awards
  - Attore dell'anno a Phillip Seymour Hoffman
- 2007 - Dallas-Fort Worth Film Critics Association Awards
  - Candidatura come miglior film
  - Candidatura come miglior attore non protagonista a Philip Seymour Hoffman
- 2008 - National Society of Film Critics Awards